# Present Arms
A Signing Off, a UB40 brit együttes második albuma, amelyet 1981-ben adtak ki.

## Számok
1. "Present Arms"
2. "Sardonicus"
3. "Don't Let It Pass You By"
4. "Wildcat"
5. "One in Ten"
6. "Don't Slow Down"
7. "Silent Witness"
8. "Lamb's Bread"

A CD-albumra még felkerültek
1. "Don't Walk on the Grass"
2. "Doctor X"